# Йохансен, Арне (конькобежец)
Арне Лейф Йохансен (норв. Arne Leif Johansen, 3 апреля 1927, Осло — 25 октября 2013, Эрланн) — норвежский конькобежец, бронзовый призёр зимних Олимпийских игр 1952 в Осло.

## Спортивная карьера
Выступал за спортивный клуб Aktiv SK из Осло. Впервые заявил о себе на юниорском первенстве Норвегии, заняв третье место на дистанции 500 м. Являлся специалистом по спринтерским дистанциям и потому ему не удавалось квалифицироваться на международные соревнования. Его единственным крупным турниром стала «домашняя» зимняя Олимпиада в Осло (1952), на которой он завоевал бронзовую медаль на дистанции 500 м, разделив её с канадцем Гордоном Одли.
На национальном уровне становился чемпионом страны на дистанции 500 м в 1951 и 1952 гг. и серебряным призёром — в 1953 г. Также становился бронзовым призёром на дистанции 1500 м (1954). В 1954 г. завершил спортивную карьеру. По её окончании был известным судьей по конькобежному спорту, активно работал на соревнованиях в 1970-е-80-е гг.